# Elkhan Elatli
Elkhan Elatli est écrivain azerbaïdjanais, membre de l'Union des écrivains d'Azerbaïdjan, lauréat du prix plume d'or.

## Biographie
Elkhan Elatli est né le 19 décembre 1962 dans le village de Sis de la région de Chamakhi. En 1980-1985, il étudie à la faculté de mécanique et de mathématiques de l'Université d'État de Bakou. En 1985-2001, il a travaillé comme professeur de physique-mathématiques, représentant régional du pouvoir exécutif de la région et directeur d'école dans son village natal. 28 livres de l'écrivain ont été publiés